# Miss Belvedere

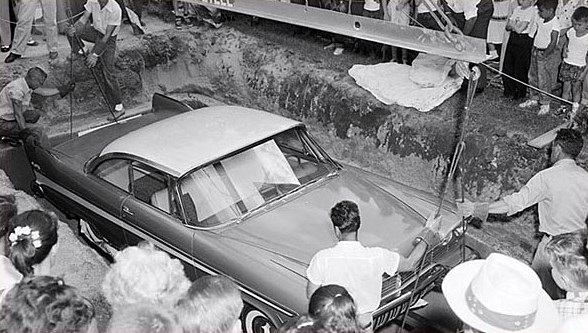
Enterro da Miss Belvedere.

Miss Belvedere foi um Plymouth Belvedere modelo 1957 que foi enterrado na corte de cidade de Tulsa, no estado americano de Oklahoma, em 15 de junho de 1957, como parte de uma cápsula do tempo de cinquenta anos de duração.
O carro, um esportivo com tonalidade dourada, foi sepultado como parte das festividades da Semana do Jubileu de Ouro da cidade de Tulsa celebrando o 50º ano do estado de Oklahoma. O veículo destinava-se a ser um prêmio concedido ao desenterrar do veículo para o indivíduo, ou seu descendente, que chegasse mais perto de adivinhar a população de Tulsa em 2007. Um automóvel semelhante havia sido entregue em um outro concurso alguns dias antes.
Apelidado de Miss Belvedere por um membro da comissão organizadora do evento de 2007, o automóvel foi retirado da cápsula em 14 de junho de 2007 durante a celebração do centenário do estado e revelado publicamente no dia seguinte. Refletindo a pandemia das tensões da Guerra Fria no final dos anos 50 na América, o recinto - construído de concreto derramado e pulverizado com gunita pneumaticamente aplicado - foi anunciado como tendo sido construído para resistir a um ataque nuclear. No entanto, a abóbada foi violada pela intrusão de água a longo prazo, que submergiu todo o veículo, causando danos estéticos e estruturais significativos.
Esforços foram feitos para estabilizar a condição da Miss Belvedere, incluindo os reparos essenciais da suspensão, com a esperança de colocá-la em um museu. Depois de ser guardada por dez anos, ela foi aceita pelo Museu Histórico de Atrações de Automóveis em Roscoe, Illinois, e foi colocada à mostra em junho de 2017.